# Церква Успіння Пречистої Діви Марії (Борщів)
Церква Успіння Пречистої Діви Марії в Борщеві — парафія і храм греко-католицької громади Борщівського деканату Бучацької єпархії Української греко-католицької церкви в місті Борщів Чортківського району Тернопільської области.

## Історія церкви
Нинішня кам'яна церква Успіння Пречистої Діви Марії була збудована на місці старої дерев'яної греко-католицької церкви 1757 року, ктитором якої був шляхтич Петро Дидинський.
Кам'яний храм збудували у 1880-х роках за пожертвування місцевих парафіян та жителів навколишніх сіл. Його освятили у 1886 році. Автором проєкту був Василь Нагірний, а значний внесок у спорудження зробив парох о. Михайло Гула.
Цінною реліквією церкви є давня ікона Пресвятої Богородиці з Дитятком Ісусом. Її подарували храму у 1892 році нотаріуси Олександр та Михайло Гординські. У 1898 році, після роботи духовної комісії, митрополит Сильвестр (Сембратович) Грамотою від 15 липня проголосив ікону чудотворною і надав храму право відпусту на свято Успіння Богородиці.
Парафія і храм належали до УГКЦ до 1946 року.
З 1946 по 1990 рік — до РПЦ.
З 1990 року — знову в лоні УГКЦ.
З Божим благословенням церкву відвідували митрополит Андрей Шептицький та єпископи Павло Василик, Михайло Сабрига, Софрон Дмитерко, Іриней (Білик), а також митрополит Василій Семенюк.
При парафії діють спільнота «Матері в молитві», братство «Апостольство молитви», Марійська та Вівтарна дружини, а також УМХ. При церкві також є молодіжний хор «Діти Христові».

## Парохи
- оо. Павло та Петро Кисільські
(кінець XVIII—середина XIX),
- о. Михайло Гулла (1872—1912),
- о. Іван Купчинський,
- о. Василь Маньовський,
- о. Василь Маньовський,
- о. Дмитро Курдидик,
- о. Іван Косович,
- о. Михайло Бровко,
- о. Переволоцький,
- о. Паневник,
- о. Скитакевич,
- о. Попадюк,
- о. Симеон Гребенюк,
- о. Захарій Золотий,
- о. Михайло Маковійчук,
- о. Роман-Володимир Воробкевич,
- о. Василь Климишин,
- о. Павло Дубіцький,
- о. Йосиф Малицький,
- о. Йосип Антків,
- о. Новізівський,
- о. Маслюк,
- о. Роман Сливка,
- о. Роміл Богданець,
- о. Василь Формазюк,
- о. Іван Сеньків,
- о. Тарас Загородний,
- о. Богдан Боднар (з 1998).